# Santa María Mixtequilla
Santa María Mixtequilla es un poblado que se encuentra aproximadamente 9 km al sur de Santo Domingo Tehuantepec, en el estado de Oaxaca, en México. Se halla bajo los pies de un cerro y a orillas de un gran canal artificial.
Como en la mayoría de los poblados de Oaxaca, Santa María Mixtequilla realiza sus fiestas tradicionales en honor a sus patronos o santos: el 29 de abril, a Santa Catalina de Siena, y el 15 de mayo a San Isidro Labrador, ambas organizadas por los mayordomos que, año con año, buscan honrar y mantener las tradiciones. En ellas, se realizan recorridos con la reina de la festividad, así como los llamados capitanes y capitanas, quienes entregan regalos a los asistentes a las velas.